# Молодёжный (Забайкальский край)
Молодёжный — посёлок в Приаргунском районе Забайкальского края, Россия.
Население — 1103 чел. (2021).

## Посёлок
Основан в 1954 году как целинный посёлок. Расположен с в южной части Приаргунского района, в 18 км от Приаргунска. Посёлок является центром сельского самоуправления, в состав Молодёжнинского округа входит также село Кути. Работают средняя школа, детский сад, пришкольный интернат, клуб, библиотека, стадион, фельдшерско-акушерский пункт, отделение связи..

## Население
| 1989 | 2002  | 2010  | 2021  |
| ---- | ----- | ----- | ----- |
| 1730 | ↗1787 | ↘1361 | ↘1103 |